# Gravitas
Gravitas é um termo latino que nomeia uma das virtudes prezadas pela antiga sociedade romana. As outras eram a dignitas, a pietas e a iustitia. Gravitas significa literalmente peso, mas veio a adquirir o significado de uma personalidade ética, de seriedade e de apego à honra e ao dever. A mesma palavra deu origem ao termo português gravidade, que em parte compartilha do mesmo significado de seriedade, e também de importância, e adquiriu outro, uma denominação de uma das forças físicas de atração mútua que os corpos materiais exercem uns sobre os outros, que mantém o cosmo unido e confere peso aos objetos.